# William Whiteman Carlton Topley

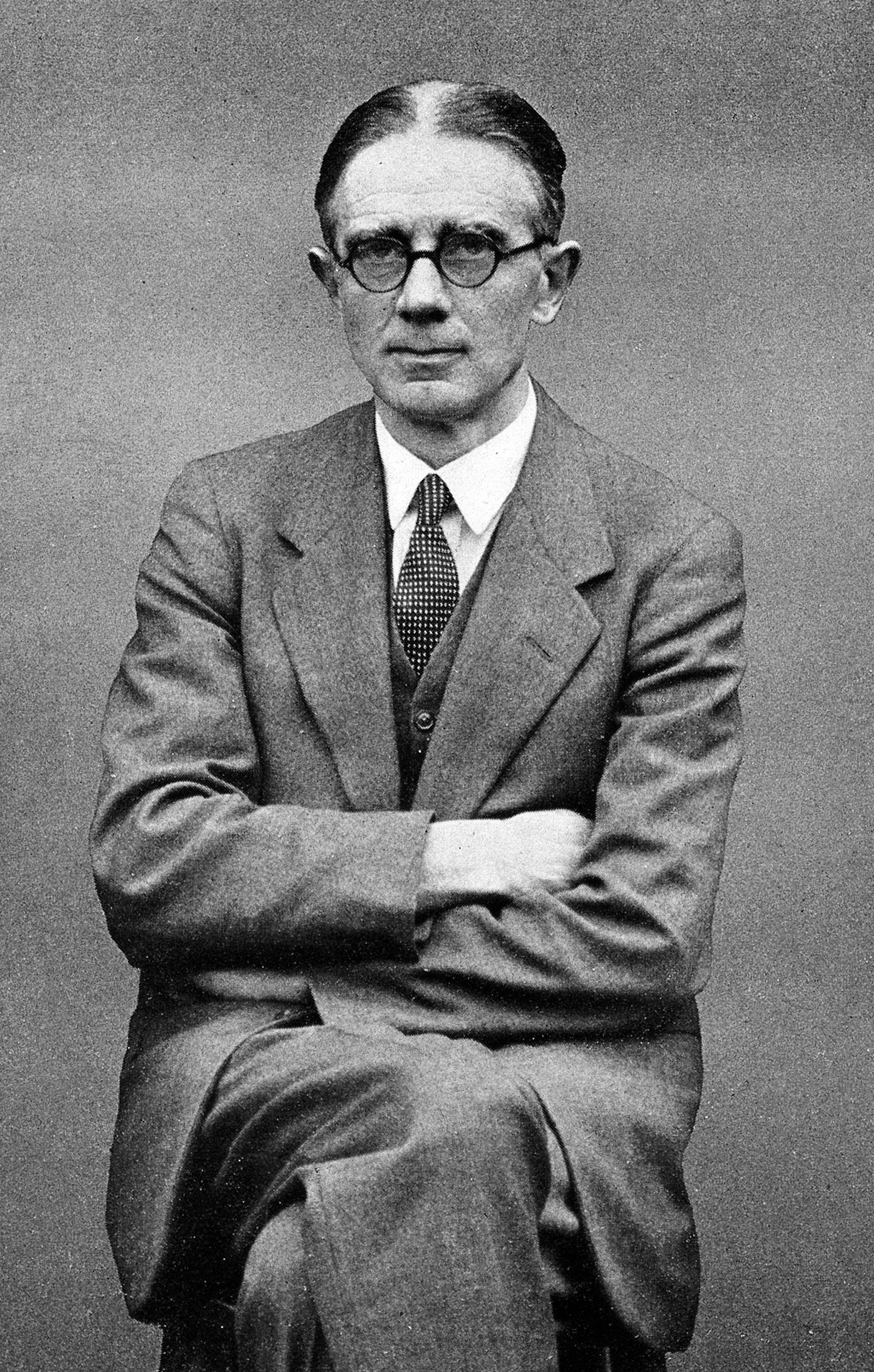
William Topley

William Whiteman Carlton Topley (* 19. Januar 1886 in London; † 21. Januar 1944) war ein britischer Bakteriologe, Epidemiologe und Immunologe.
Topley besuchte die City of London School und studierte Naturwissenschaften an der Universität Cambridge (St. John’s College), an der er 1907 die Tripos in Naturwissenschaften ablegte mit Bestnoten. Danach vollendete er seine medizinische Ausbildung am St. Thomas Hospital in London (M.B. und B.Ch. 1911). 1910 wurde er dort Assistant Director der Pathologie am St. Thomas Hospital und war von 1911 bis 1922 Direktor der Pathologie und Lecturer in Bakteriologie am Charing Cross Hospital. Im Ersten Weltkrieg diente er in der British Sanitary Commission als Pathologe und war im Nahen Osten und Augenzeuge der Typhusepidemie in Serbien, was sein Interesse für Epidemiologie weckte. Nach seiner Rückkehr gründete er ein Institut für Bakteriologie am Charing Cross Hospital. 1918 wurde er Fellow des Royal College of Physicians und 1919 erhielt er seinen M.D. 1922 wurde er Professor für Bakteriologie an der University of Manchester und 1927 Professor für Bakteriologie und Immunologie an der neu gegründeten London School of Hygiene and Tropical Medicine.
Er unternahm experimentelle Studien zur Epidemiologie mit Mäusen.
1930 wurde er Fellow der Royal Society, deren Royal Medal er 1942 erhielt. Er hielt 1926 die Milroy Lectures und 1919 die Goulstonian Lectures des Royal College of Physicians. 1941 hielt er die Croonian Lecture (The biology of epidemics). 1942 wurde er Honorary Fellow des St. John’s College.

## Schriften
- mit G. S. Wilson: The Principles of Bacteriology and Immunity, London: Arnold, 1929, 2. Auflage 1936
- An Outline of Immunity, London: Arnold 1933